# Clavaleyres
Clavaleyres é uma comuna da Suíça, situada no distrito administrativo de Berna-Mittelland, no cantão de Berna. Tem 1,0 km² de área e sua população em 2018 foi estimada em 46 habitantes.